# Белмиру ди Алмейда
Белмиру ди Алмейда (порт.-браз. Belmiro de Almeida; 22 мая 1858 , Рио-де-Жанейро — 12 июня 1935, Париж) — бразильский художник, иллюстратор и карикатурист.

## Биография
Обучаться живописи ди Алмейда начал в Школе искусств и ремесел в Рио-де-Жанейро (Liceu de Artes e Ofícios). Позже он поступил в 
Императорскую академию изящных искусств, где учился у Агостинью Жозе да Мота и Жуана Зеферину да Коста
В конце 1880-х годов он много путешествовал по Италии и Франции, надолго останавливался в Риме и Париже, где учился в Академии Жюлиана, работал в мастерских Жюля Лефевра и участвовал в нескольких парижских выставках-продажах.
По истечении этого периода, оценив жизнь во французской столице, художник стал жить между Бразилией и Францией, попеременно меняя место жительства. В Бразилии с 1893 по 1896 год он занимал Кафедру рисования в бывшей Национальной школе изящных искусств (Escola Nacional de Belas Artes), заменив на этом посту Педру Вайнгертнера.
В это же время он активно занимается карикатурой, работая с несколькими местными изданиями, а также скульптурой. Его наиболее известная скульптура — статуя «Манекинью» (созданная по образцу Писающего мальчика в Брюсселе), ставшая талисманом футбольного клуба Ботафого.
После Первой мировой войны ди Алмейда поселяется в Париже на постоянной основе, но продолжает участвовать в выставках изящных искусств на родине (Expoições Gerals de Belas Artes), выиграв Большую золотую медаль в 1921 году за свою самую известную картину — «Размолвка», где Гонзага Дуке выступил в качестве модели.

## Галерея

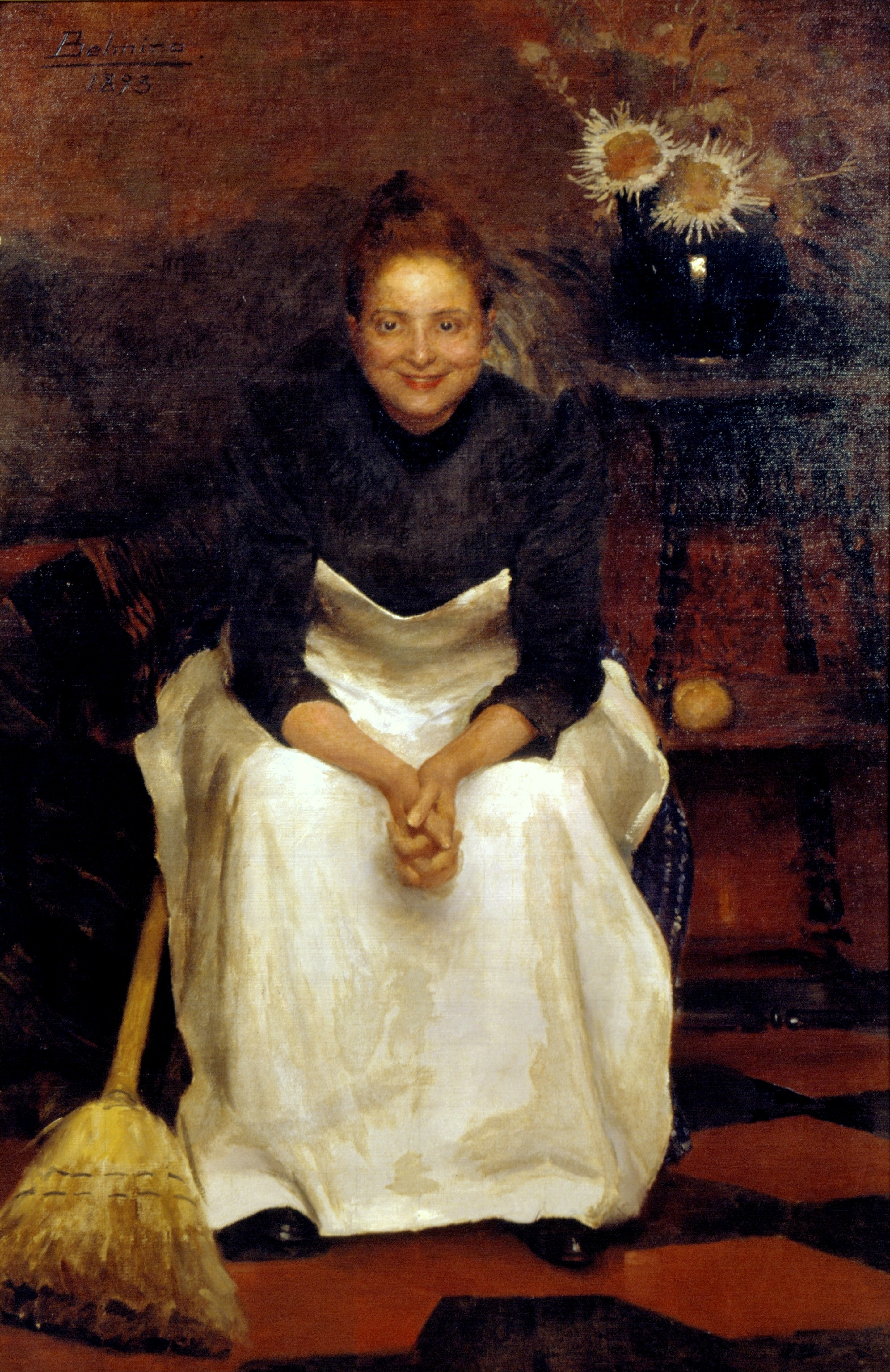
Болтушка (1893)
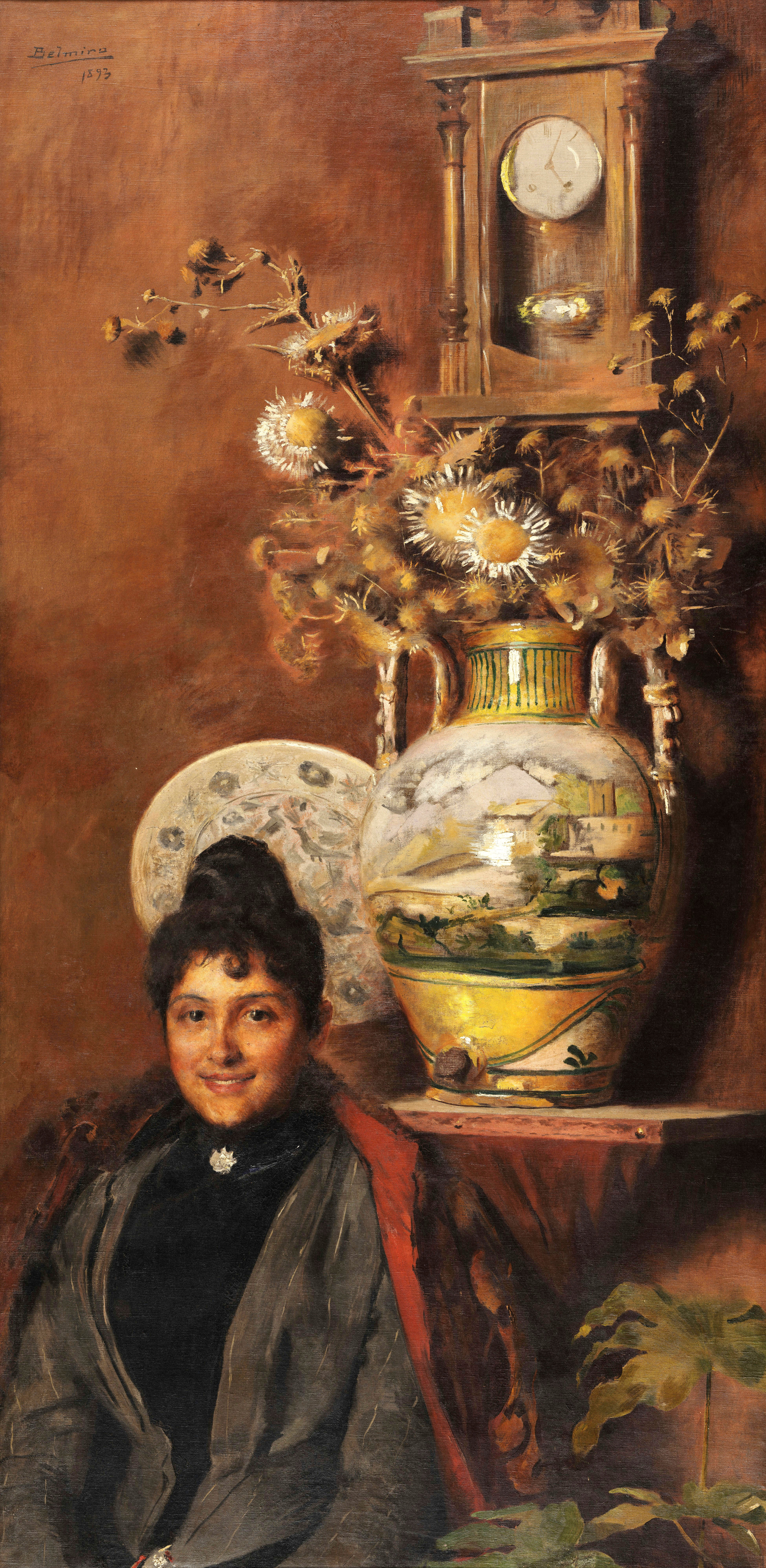
Ваза с цветами (1893)
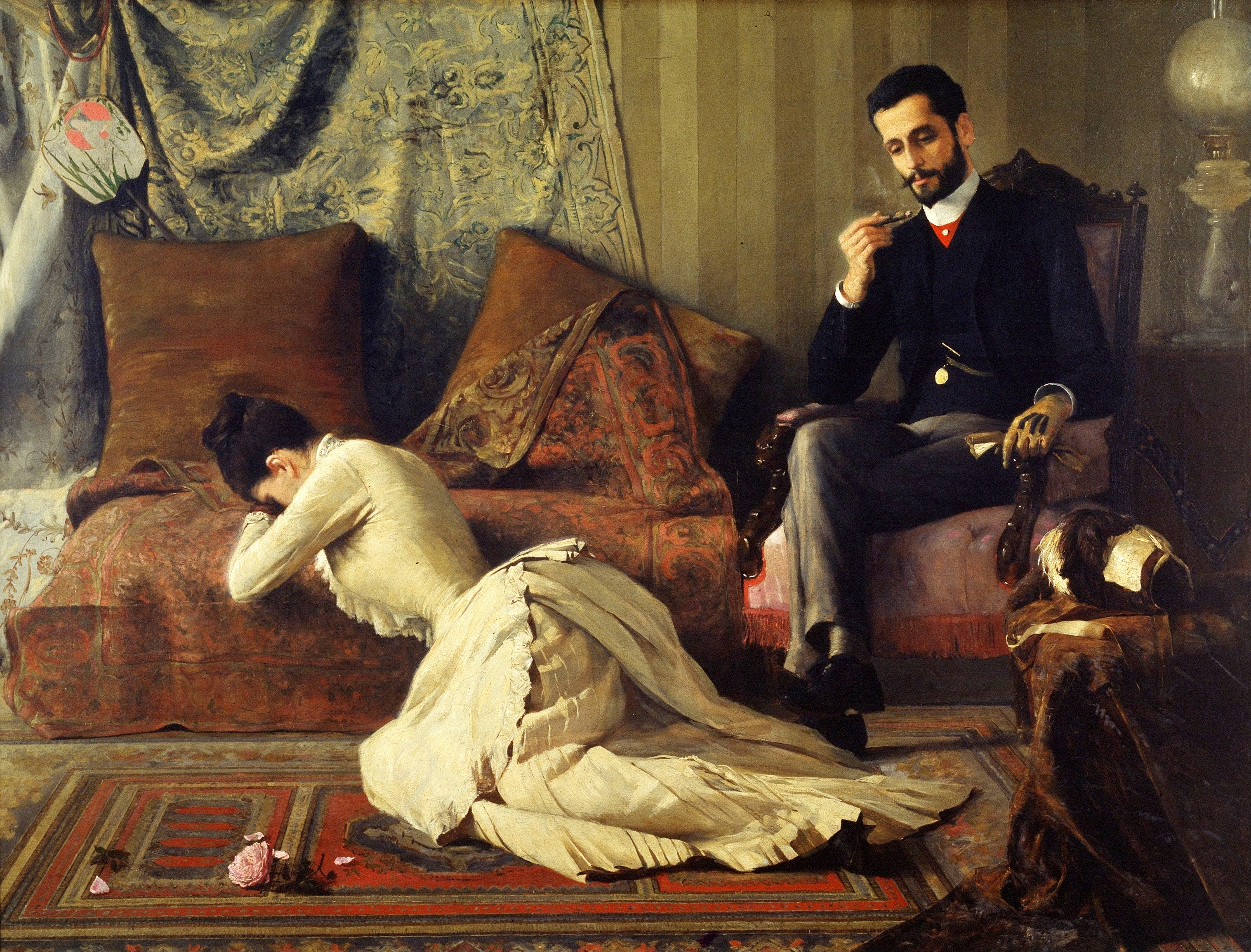
Размолвка (Arrufos; 1887)
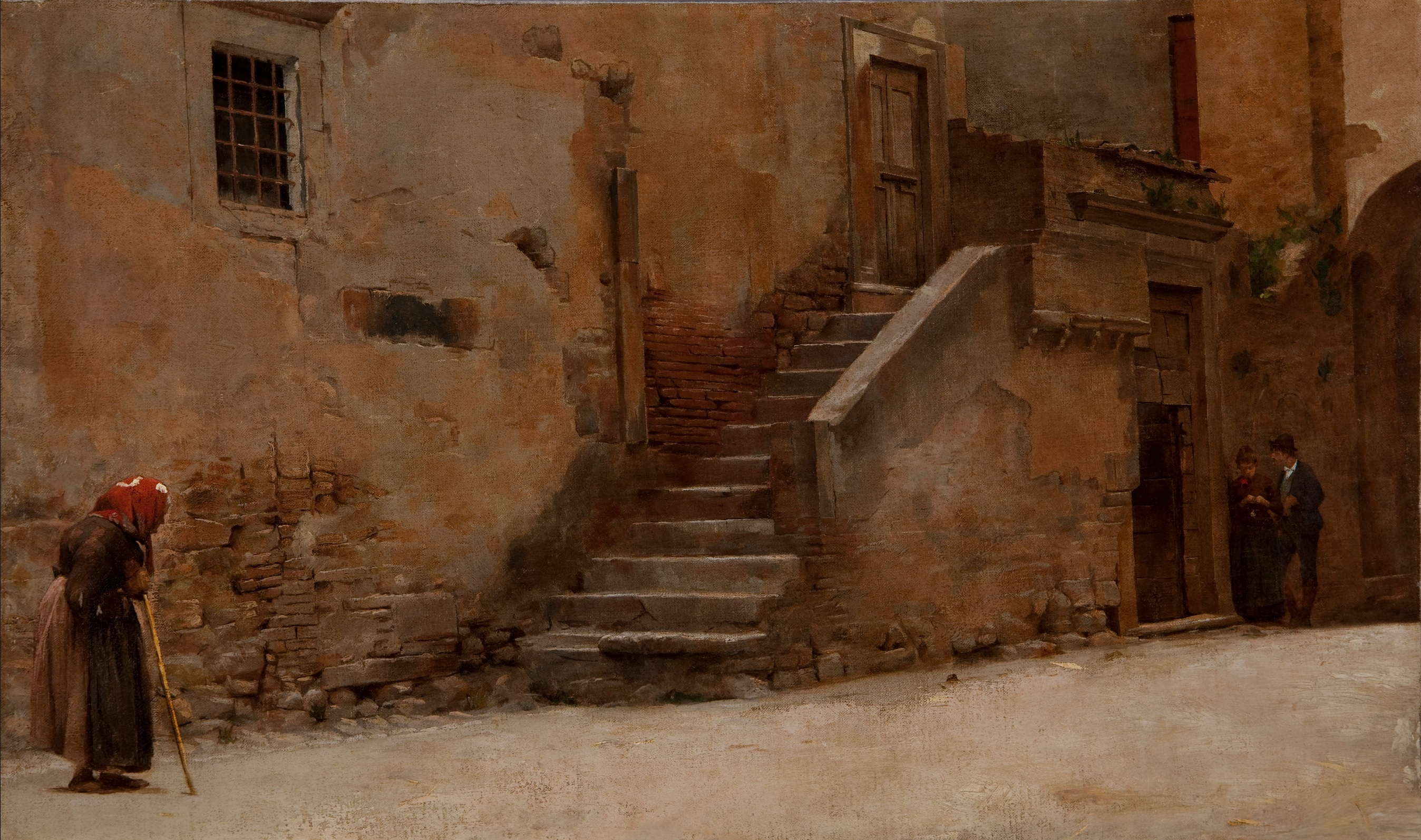
Улочка в Италии (c. 1889)
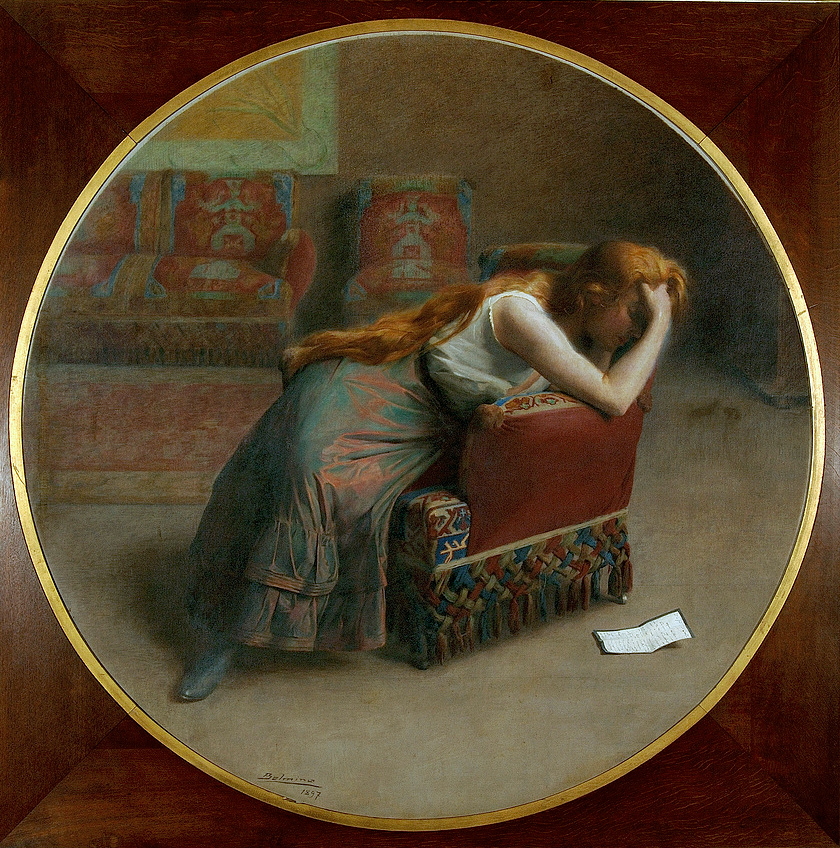
Дурные новости (1897)
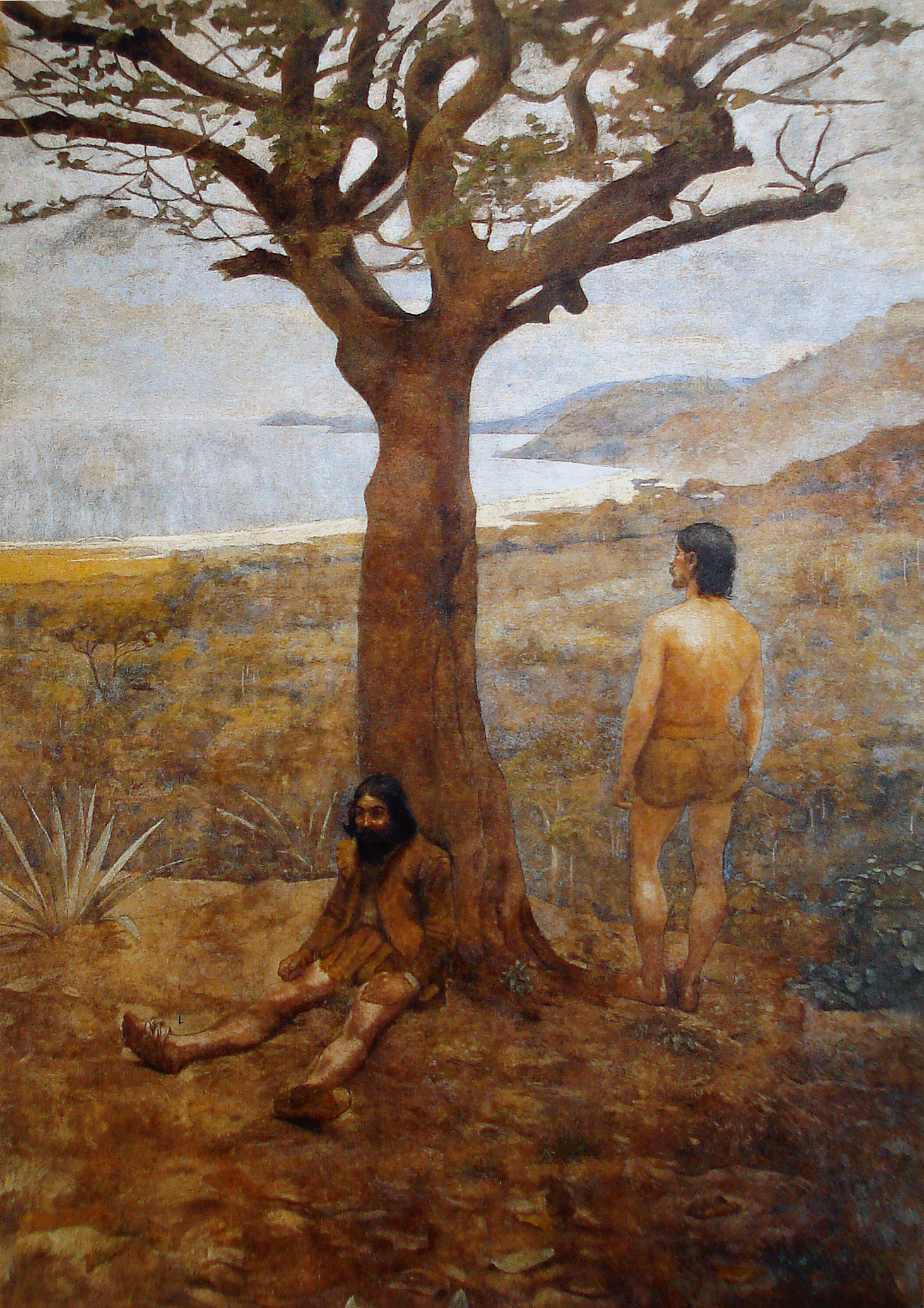
The Discoverers (1899)
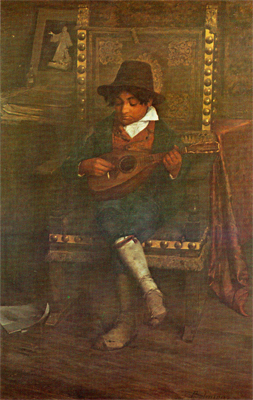
Юноша с мандолиной (1890)
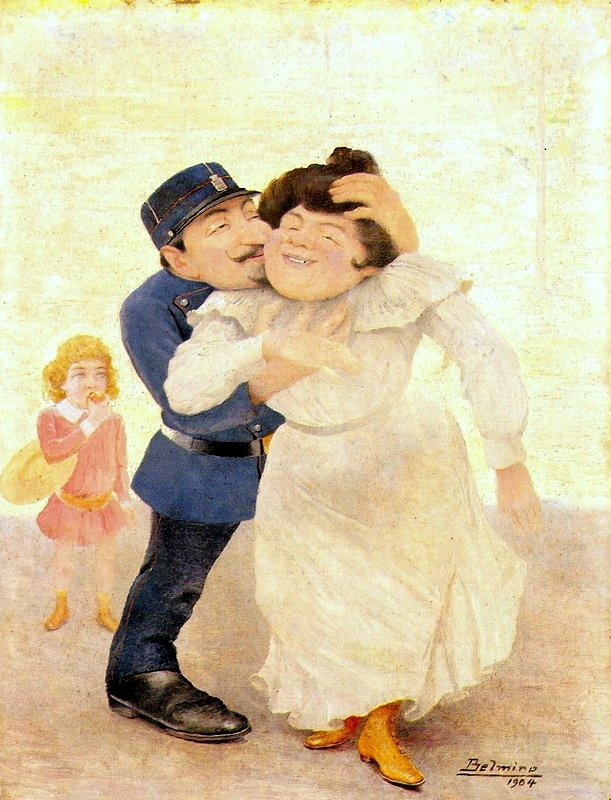
Флирт жандарма (1904)
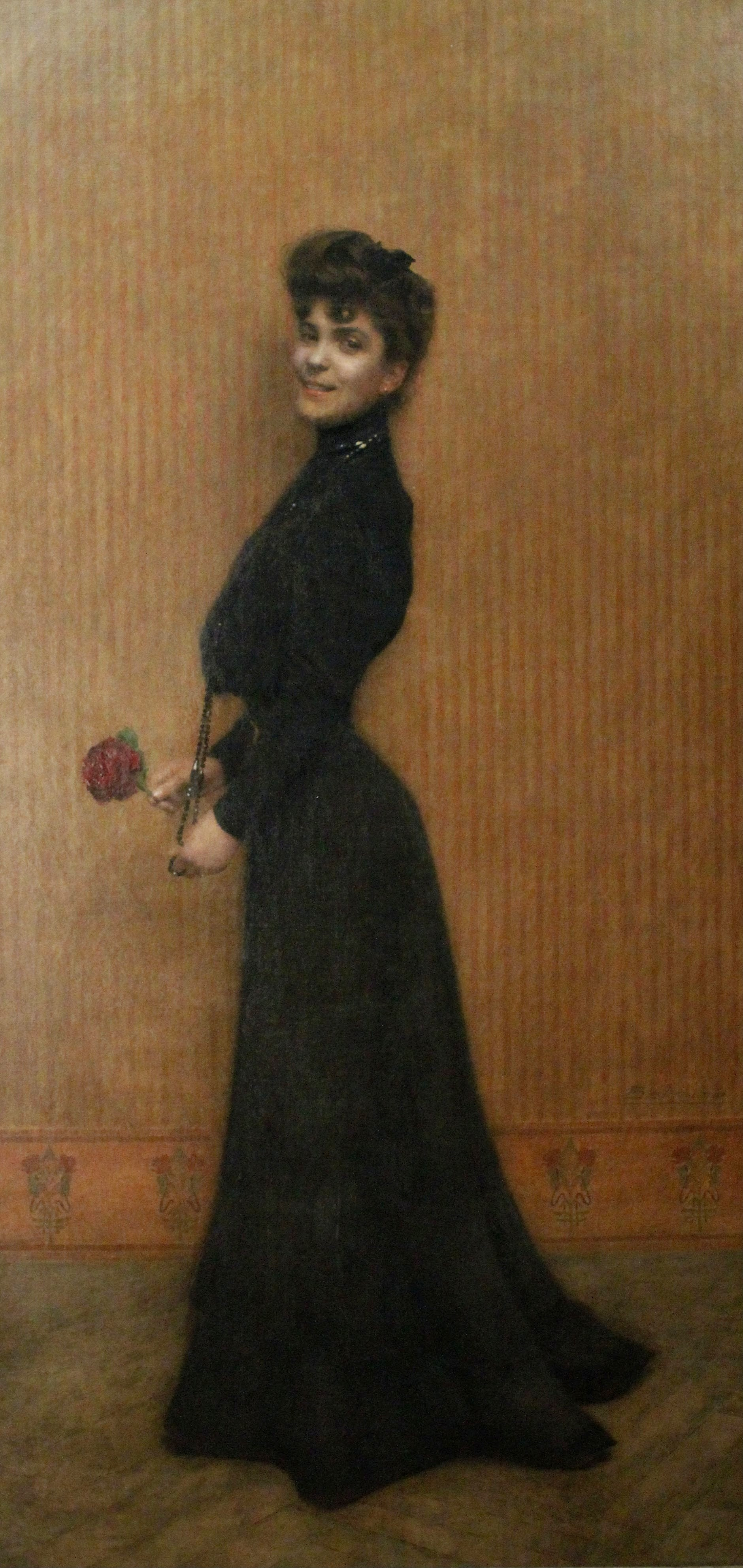
Дама с розой (ок.1905)